# 정유미 (1984년)
정유미(1984년 2월 23일 ~ )는 대한민국의 배우이다.
- 2000년 1월 뮤지컬 배우 단역으로 데뷔했다.

- 2002년 3월 연극 배우로도 데뷔 2002년 9월에는 사귀는 사람 있니 단역, 2003년 싱글즈 단역 이후 2004년 KBS2 드라마 《애정의 조건》으로 정식 텔레비전 연기자로 데뷔 하였다.

- 2010년에는 MBC 드라마 《동이》, 2011년 영화 《너는 펫》, SBS 드라마 《천일의 약속》, 2012년 SBS 드라마 《옥탑방 왕세자》 등 다수의 작품에 출연하여 이름을 알렸다.

- 2013년 SBS 드라마 《원더풀 마마》를 통해 주연 배우로 거듭났으며 2014년 MBC 드라마 《엄마의 정원》, 영화 《터널 3D》를 통해 여주인공으로 자리매김했다.

- 2015년 초 JTBC 조선연애사극 《하녀들》에 출연 개국 공신 세도가의 무남독녀 외동딸에서 하루 아침에 노비로 전락하는 국인엽 역을 맡았으며 2015년 SBS 창사 25주년 특별기획 월화 드라마《육룡이 나르샤》에서 연희 역으로 출연하며 많은 사랑을 받았다.

- 2018년 MBC 월화드라마 《검법남녀》에서 서울 동부지검 형사 8부 초임검사 은솔 역으로 출연 했으며 11월 24일에 첫방송 된 OCN 주말드라마 《프리스트》에서 응급의학과 에이스로 불릴 만큼 뛰어난 수술 능력을 가진 함은호 역으로 출연 했으며 2019년 6월 3일에 첫 방송된 《검법남녀 2》에서 서울 동부지검 형사 8부 1년차 검사 은솔 역으로 출연했다.

- 2024년 티빙 드라마 《우씨왕후》에서 대대로 왕비족을 배출하는 북부에서도 가장 아름다운 미모를 가진 우순은 한 순간의 선택으로 동생 우희에게 왕후 자리를 뺏겨버린 인물로 이에 우순은 동생의 시녀가 되어 자신의 운명을 되찾기 위해 궁궐에 입성하는 우순 역으로 출연했다.

## 출연

### 드라마
| 연도 | 방송사   | 제목                         | 역할         | 비고       |
| ---- | -------- | ---------------------------- | ------------ | ---------- |
| 2004 | KBS2     | 애정의 조건                  | 맹한지       |            |
| 2004 | MBC      | 왕꽃 선녀님                  | 김혜빈       |            |
| 2007 | CCTV-1   | 파이브 스타 호텔(五星大飯店) | 김지애       | 중국드라마 |
| 2008 | KBS2     | 대왕 세종                    | 다연         |            |
| 2009 | MBC      | 친구, 우리들의 전설          | 민은지       |            |
| 2009 | MBC      | 보석비빔밥                   | 이강지       |            |
| 2010 | MBC      | 동이                         | 남정임       |            |
| 2011 | SBS      | 천일의 약속                  | 노향기       |            |
| 2012 | SBS      | 옥탑방 왕세자                | 홍세나/ 화용 |            |
| 2013 | SBS      | 원더풀 마마                  | 고영채       |            |
| 2014 | MBC      | 엄마의 정원                  | 서윤주       |            |
| 2015 | JTBC     | 하녀들                       | 국인엽       |            |
| 2015 | SBS      | 육룡이 나르샤                | 연희         |            |
| 2015 | SBS      | 시크릿 메세지                | 지수         |            |
| 2016 | KBS2     | 마스터 - 국수의 신           | 채여경       |            |
| 2016 | SBS      | 푸른 바다의 전설             | 김혜진       | 특별출연   |
| 2017 | SBS      | 브라보 마이 라이프           | 하도나       |            |
| 2018 | MBC      | 검법남녀                     | 은솔         |            |
| 2018 | OCN      | 프리스트                     | 함은호       |            |
| 2019 | MBC      | 검법남녀 2                   | 은솔         |            |
| 2023 | ENA      | 남이 될 수 있을까?           | 나수연       | 특별출연   |
| 2023 | 넷플릭스 | 셀러브리티                   | 황유리       | 특별출연   |
| 2024 | 티빙     | 우씨왕후                     | 우순         | 8부작      |

### 영화
| 연도 | 제목                       | 역할           | 비고          |
| ---- | -------------------------- | -------------- | ------------- |
| 2002 | 사귀는 사람 있니           | 유미           | 단편영화      |
| 2003 | 싱글즈                     | 희정           | 단역 (통편집) |
| 2003 | 위대한 유산                | 면접자2        | 단역          |
| 2003 | 실미도                     | 버스 안 여고생 | 단역          |
| 2004 | 인형사                     | 기모노 여인    | 단역          |
| 2005 | 몽정기 2                   | 반장           |               |
| 2005 | 댄서의 순정                | 오미수         |               |
| 2005 | 첼로: 홍미주 일가 살인사건 |                | 단역          |
| 2005 | 마스크 속, 은밀한 자부심   | 정             | 단편영화      |
| 2007 | 유령 소나타                |                | 중편영화      |
| 2007 | 황진이                     | 이금           |               |
| 2007 | 두 사람이다                | 이명희         |               |
| 2011 | 너는 펫                    | 이영은         |               |
| 2012 | 원더풀 라디오              | 난솔           |               |
| 2012 | 군자도                     | 문완           | 중국영화      |
| 2014 | 터널 3D                    | 은주           |               |
| 2022 | 탄생                       | 박희순         |               |

### 뮤직비디오
| 연도 | 제목                | 가수       | 비고 |
| ---- | ------------------- | ---------- | ---- |
| 2006 | 〈너 말고 니 언니〉 | 이지라이프 |      |
| 2011 | 〈Girl Friend〉     | 박재범     |      |
| 2013 | 〈이별 10분전〉     | 정준영     |      |
| 2016 | 〈UUU〉             | 정인       |      |

### 방송
| 연도 | 방송사   | 제목                      | 역할 | 비고 |
| ---- | -------- | ------------------------- | ---- | --- |
| 2005 | SBS      | 리얼로망스 연애편지       |      | 91회, 92회 |
| 2013 | SBS FunE | 스타 뷰티 쇼 SEASON 2     |      | 8회 |
| 2013 | SBS      | 화신 - 마음을 지배하는 자 |      | 15회 |
| 2013 | MBC      | 우리 결혼했어요 시즌 4    |      | |
| 2014 | MBC      | 황금어장 라디오스타       |      | 386회 |
| 2017 | tvN      | 수요미식회                |      | 36화 (쌈디와 동반 출연)                                                                                         |
| 2017 | tvN      | 인생술집                  |      | 36화 |
| 2019 | SBS      | 런닝맨                    |      | 436회 |
| 2019 | MBC      | 신기루 식당               |      | 2부작 |
| 2019 | MBC      | 선을 넘는 녀석들 - 리턴즈 |      | 15회 ~ 16회, 19회 ~ 20회 게스트 출연 (2019년 11월 24일, 12월 1일, 2019년 12월 22일, 2020년 1월 5일 방송분 출연) |
| 2020 | MBC      | 선을 넘는 녀석들 - 리턴즈 |      | 3 • 1 절 특집 27회 ~ 28회, 32회 ~ 33회.39회 게스트 출연 (2020년 3월 1일, 3월 8일, 5월 24일(2부) 방송분 출연)    |
| 2021 | MBC      | OPAL이 빛나는 밤          |      | 파일럿, 게스트 출연 (2021년 2월 18일 방송분 출연)                                                               |
| 2021 | MBN      | 전국 방방 쿡쿡            |      | 게스트 출연 (2021년 6월 12일 방송분 출연)                                                                       |

### 라디오
| 방송사   | 프로그램           | 비고                                       |
| -------- | ------------------ | ------------------------------------------ |
| MBC FM4U | 정유미의 FM 데이트 | 2016년 9월 26일 ~ 2018년 4월 8일까지 진행. |

## 수상 및 후보
| 연도 | 시상식                         | 부문                                 | 작품                  | 결과 |
| ---- | ------------------------------ | ------------------------------------ | --------------------- | ---- |
| 2011 | SBS 연기대상                   | 뉴스타상                             | 천일의 약속           | 수상 |
| 2011 | SBS 연기대상                   | 특별기획부문 여자 우수연기상         | 천일의 약속           | 후보 |
| 2012 | 제48회 백상예술대상            | TV부문 여자 신인연기상               | 천일의 약속           | 후보 |
| 2012 | SBS 연기대상                   | 드라마스페셜부문 여자 우수연기상     | 옥탑방 왕세자         | 수상 |
| 2013 | MBC 방송연예대상               | 쇼/버라이어티부문 여자 신인상        | 우리 결혼했어요 시즌4 | 수상 |
| 2013 | SBS 연기대상                   | 장편드라마부문 여자 우수연기상       | 원더풀 마마           | 후보 |
| 2014 | MBC 연기대상                   | 연속극부문 여자 최우수연기상         | 엄마의 정원           | 후보 |
| 2015 | SBS 연기대상                   | 장편드라마부문 여자 특별연기상       | 육룡이 나르샤         | 후보 |
| 2016 | 제5회 아시아태평양 스타 어워즈 | 장편드라마부문 여자 우수연기상       | 육룡이 나르샤         | 수상 |
| 2016 | KBS 연기대상                   | 중편드라마부문 여자 우수연기상       | 마스터 - 국수의 신    | 후보 |
| 2017 | MBC 방송연예대상               | 라디오부문 여자 신인상               | 정유미의 FM데이트     | 수상 |
| 2017 | SBS 연기대상                   | 일일&주말드라마부문 여자 우수연기상  | 브라보 마이 라이프    | 후보 |
| 2018 | MBC 연기대상                   | 월화미니시리즈부문 여자 최우수연기상 | 검법남녀              | 수상 |
| 2019 | 제32회 그리메상                | 최우수 여자연기자상                  | 검법남녀 2            | 수상 |
| 2019 | MBC 연기대상                   | 월화/특별기획 드라마 여자 최우수상   | 검법남녀 2            | 후보 |
| 2024 | 제11회 서울국제영화대상        | OTT부문 특별 연기상                  | 우씨왕후              | 수상 |